# (32099) 2000 KA48
2000 KA48 (asteroide 32099) é um asteroide da cintura principal. Possui uma excentricidade de 0.15718840 e uma inclinação de 14.54231º.
Este asteroide foi descoberto no dia 28 de maio de 2000 por LINEAR em Socorro.